# Берганса, Тереса
Тере́са Берга́нса (исп. Teresa Berganza; 16 марта 1933, Мадрид — 13 мая 2022, Сан-Лоренсо-де-Эль-Эскориаль, Мадрид) ― испанская оперная певица (меццо-сопрано).

## Биография
Пению училась в Мадридской консерватории у Лолы Родригес Арагон, ученицы Элизабет Шуман. Дебютировала в 1955 на концерте в Мадриде; два года спустя впервые выступила на оперной сцене в Экс-ан-Провансе в партии Дорабеллы (опера Моцарта «Так поступают все женщины»).
После успешных выступлений на оперных фестивалях в Глайндборне и Эдинбурге последовали приглашения крупнейших мировых оперных театров. В 1960 году Берганса исполнила в театре «Ковент-Гарден» партию Розины в «Севильском цирюльнике» Россини, ставшую впоследствии одной из коронных в её репертуаре, в последующие годы пела на оперных сценах Чикаго, Нью-Йорка (дебют в Метрополитен-опера в 1967), Вены, Парижа, Зальцбурга.
В течение многих лет её бессменным аккомпаниатором был пианист Феликс Лавилья, за которым в 1957―1977 Берганса была замужем.
В 1970-е годы Берганса снялась в фильмах-операх «Севильский цирюльник», «Дон Жуан», «Вертер», «Кармен», затем покинула оперную сцену и выступала почти исключительно в концертах.
В 1992 Берганса участвовала в церемониях открытия Всемирной выставки в Севилье и Олимпийских игр в Барселоне. Два года спустя она стала первой женщиной, избранной в Испанскую королевскую академию искусств.
Берганса преподавала в Высшей школе музыки Королевы Софии в Мадриде и давала мастер-классы по всему миру.
Почётный президент Фонда друзей Королевского театра.
Скончалась 13 мая 2022 года на 90-м году жизни.

## Творчество
Тереса Берганса обладала гибким, мягким голосом, безупречной артикуляцией, кантиленой поразительной красоты, блестяще владела техникой колоратуры, что позволяло ей исполнять сложные партии в операх Россини (Изабелла, Золушка, Розина) и Моцарта (Церлина, Керубино, Секст) и других. Среди прочих её сценических образов выделяется Кармен ― партия, в которой Берганса выступала в Эдинбурге, Гамбурге, Сан-Франциско, Париже и других городах.
Помимо оперного репертуара, в который входили практически все классические меццо-сопрановые роли, Берганса прославилась как исполнительница духовных произведений Вивальди, песен и романсов испанских композиторов.
Среди записей партии Кармен (1977, дирижёр Аббадо, Deutsche Grammophon), Салюд в опере Фальи «Жизнь коротка» (1992, Deutsche Grammophon, дирижёр Г. Наварро), Розины (дирижер Аббадо, Deutsche Grammophon; Варвизо, Decca) и многие другие.